# Sophie Allet-Coche
Sophie Allet-Coche (* 1962 in Paris in Frankreich) ist eine französische Regisseurin, die überwiegend für deutsche Produktionen arbeitet.

## Biografie
Sophie Allet-Coche legte ihr Abitur am Lycée Pasteur in São Paulo in Brasilien ab und studierte sodann am San Francisco Art Institute in San Francisco die Fächer Film und Video. Nachdem sie lange Jahre als Regieassistentin in Frankreich und Deutschland gearbeitet hatte, leitete sie 1999/2000 ihren ersten Film als Regisseurin.
Im Jahr 1984 machte Allet-Coche erstmals auf sich aufmerksam, als sie Ody Roos 1984 in dem Kriminalfilm Point Mort assistierte. Bei der Folge „Die Spitze des Dreiecks“ der französischen Krimiserie Julie Lescaut mit Véronique Genest in der Titelrolle assistierte sie dann im Jahr 1994 Bettina Woernle und 1997 Thomas Jahn in der komödiantischen Action-Krimikomödie Knockin’ on Heaven’s Door mit Til Schweiger und Jan Josef Liefers in den Hauptrollen. Im Zeitraum 1997, 1998 assistierte sie dem Regisseur Ulli Baumann beim Pilotfilm und acht Folgen der Comedyserie Nikola. 1998 war sie die Assistentin von Markus Fischer im Kölner Tatort: Streng geheimer Auftrag mit den von Klaus J. Behrendt und Dietmar Bär gespielten Ermittlern Ballauf und Schenk. Im Jahr 2000 war sie erneut für einen Kölner Tatort im Einsatz. Sie unterstützte Kaspar Heidelbach im Tatort: Bittere Mandeln. Im selben Jahr führte sie dann erstmals Regie, und zwar in der Filmkomödie Höllische Nachbarn – Chaos im Hotel mit Markus Majowski und Dana Golombek.
In den Jahren 2000/2001 standen 21 Folgen der Comedyserie Alles Atze mit Hauptdarsteller Atze Schröder auf Allet-Coches Programm, daran schlossen sich 2001 mit Familienzuwachs eine Folge der Familienserie Nesthocker – Familie zu verschenken und vier Folgen der Comedyserie Mein Leben & Ich mit Wolke Hegenbarth an sowie 2001, 2002 siebzehn Folgen der Comedyserie Die Camper. 2003 arbeitete sie für drei Episoden der Serie mit Krimieffekten Der kleine Mönch und von 2003 bis 2005 für die Comedyserie Bernds Hexe. Auch 2006 arbeitete Allet-Coche fürs Fernsehen, so unter anderem für fünf Folgen der Comedyserien Angie mit Mirja Boes in der Titelrolle und fünfzehn Folgen von Alle lieben Jimmy sowie von 2008 bis 2011 für acht Episoden der deutsch-österreichischen Arztserie Doctor’s Diary mit Diana Amft und Florian David Fitz. Der 2008 veröffentlichte Fernsehfilm Himmlischer Besuch für Lisa mit Mira Bartuschek und Ralf Bauer war eine weitere Regiearbeit von Allet-Coche, ebenso die 2010 ausgestrahlte Filmkomödie Sind denn alle Männer Schweine? mit Valerie Niehaus und Jonathan Elias Weiske in den Hauptrollen. 2012 arbeitete die Regisseurin erneut mit Diana Ampft zusammen, diesmal für die Fernsehkomödie Blonder als die Polizei erlaubt. Im Zeitraum 2011 bis 2014 drehte Allet-Coche 12 Episoden der Krimiserie Der letzte Bulle, in der Henning Baum die Hauptrolle des Mick Brisgau spielte. 2015 standen ebenfalls einige Serien in Allet-Coches Terminkalender. Bei dem 2017 ausgestrahlten Roadmovie Ferien vom Leben mit Hannelore Elsner und Marie Bäumer, einen Film der Sonntagsfilm-Herzkino-Reihe, führte Allet-Coche ebenfalls Regie. Für die Heimatfilm-Reihe Lena Lorenz mit Patricia Aulitzky respektive Judith Hoersch in der Titelrolle drehte sie sechs Episoden. 2019 übernahm sie die Regie für vier Folgen der Krimiserie SOKO Donau.
Allet-Coche ist Mitglied im Bundesverband Regie (BVR) sowie in der Deutschen Akademie für Fernsehen e. V. (DAfF).

## Filmografie (Auswahl)
- 1984: Point Mort
- 1994: Julie Lescaut (Fernsehserie, Folge Die Spitze des Dreiecks)
- 1997: Knockin’ on Heaven’s Door
- 1997, 1998: Nikola (Fernsehserie, 9 Folgen)
- 1998: Tatort: Streng geheimer Auftrag (Fernsehreihe)
- 1999: Ein Lied von Liebe und Tod – Gloomy Sunday
- 2000: Tatort: Bittere Mandeln
- 2000: Höllische Nachbarn – Chaos im Hotel (Fernsehfilm)
- 2000, 2001: Alles Atze (Fernsehserie, 21 Folgen)
- 2001: Nesthocker – Familie zu verschenken (Fernsehserie, Folge Familienzuwachs)
- 2001: Mein Leben & Ich (Fernsehserie, 4 Folgen)
- 2001, 2002: Die Camper (Fernsehserie, 17 Folgen)
- 2003: Der kleine Mönch (Fernsehserie, 3 Folgen)
- 2003–2005 Bernds Hexe (Fernsehserie, 14 Folgen)
- 2006: Papa Bulle (Fernsehserie, Pilotfolge)
- 2006: Was nicht passt, wird passend gemacht (Fernsehserie, 3 Folgen)
- 2006: Angie (Fernsehserie, 5 Folgen)
- 2006, 2007: Alle lieben Jimmy (Fernsehserie, 15 Folgen)
- 2007: Wie angelt man sich seine Chefin? (Fernsehfilm)
- 2008: Himmlischer Besuch für Lisa (Fernsehfilm)
- 2008–2011: Doctor’s Diary – Männer sind die beste Medizin (Fernsehserie, 8 Folgen)
- 2010: Sind denn alle Männer Schweine? (Fernsehfilm)
- 2011: Kann denn Liebe Sünde sein? (Fernsehfilm)
- 2011–2014: Der letzte Bulle (Fernsehserie, 12 Folgen)
- 2012: Blonder als die Polizei erlaubt (Fernsehfilm)
- 2013: IK1 – Touristen in Gefahr (Fernsehserie, Folgen Hong Kong und Malaysia)
- 2014: Frauenherzen (Fernsehfilm)
- 2014: Ein Sommer in Ungarn (Fernsehfilm)
- 2015: Unter Gaunern (Fernsehserie, 4 Folgen)
- 2015: Frauenherzen – Die Serie (Fernsehserie, 3 Folgen)
- 2015: 600 PS für 2 (Fernsehfilm)
- 2017: Ferien vom Leben (Fernsehfilm)
- 2017, 2018: Lena Lorenz (Fernsehserie, 6 Folgen)
- 2018: Ein Sommer in Vietnam (Fernsehzweiteiler)
- seit 2019: SOKO Donau (Krimiserie, mehrere Folgen)
- 2020: Inga Lindström: Wilde Zeiten (Fernsehreihe)

## Auszeichnungen (Auswahl)
- 2001: Alles Atze
Nominierung für den Deutschen Comedypreis in der Kategorie Beste Comedyserie
- 2002: Die Camper
Nominierung für die „Goldene Rose“ beim Rose d’Or in der Kategorie „Beste Serie“ und
beim Deutschen Comedypreis Nominierung für den Deutschen Comedypreis in der Kategorie „Beste Comedyserie“
- 2002 Mein Leben und ich
Internationale Filmfestspiele von Venedig
Auszeichnung mit dem Canal Grande Award in der Kategorie „Bestes Format“
Nominierung für den Adolf Grimme-Preis in der Kategorie „Beste Sitcom“
Nominierung für den Deutschen Fernsehpreis in der Kategorie „Beste Sitcom“
Nominierung für den Deutschen Comedypreis in der Kategorie „Beste Comedyserie“
- 2007: Alle lieben Jimmy
 Nominierung für den Emmy Award in der Kategorie „Beste Comedyserie“
- 2009: Doctor’s Diary – Männer sind die beste Medizin
 Auszeichnung mit dem Grimme-Preis in der Kategorie „Unterhaltung“
- 2013: Blonder als die Polizei erlaubt
Nominierung für den Jupiter Award in der Kategorie „Bester Fernsehfilm (National)“